# Hochschule für Logopädie Ostschweiz
Die Hochschule für Logopädie Ostschweiz (hlo) in St. Gallen/Kanton St. Gallen  ist eine Hochschule für die Aus- und Weiterbildung von Logopädinnen und Logopäden.
Die hlo ist seit 2008 durch die Schweizerische Konferenz der Kantonalen Erziehungsdirektoren (EDK) akkreditiert und hat den Status einer pädagogischen Hochschule. Die hlo kooperiert mit der Pädagogischen Hochschule St. Gallen und ist Mitglied der Internationalen Bodenseehochschule (IBH).
Die Hochschule bietet mit dem Studiengang Logopädie ein Bachelorstudium mit Vertiefungen in logopädischer, medizinischer, psychologischer, pädagogischer, linguistischer, kommunikativer und heilpädagogischer Fachrichtung. Neben verschiedenen Weiterbildungskursen auch Zertifikatsstudiengänge (CAS) angeboten.
Die Hochschule wird unterstützt von der Schweizerischen Arbeitsgemeinschaft für Logopädie sal.